# الجيش السيبيري

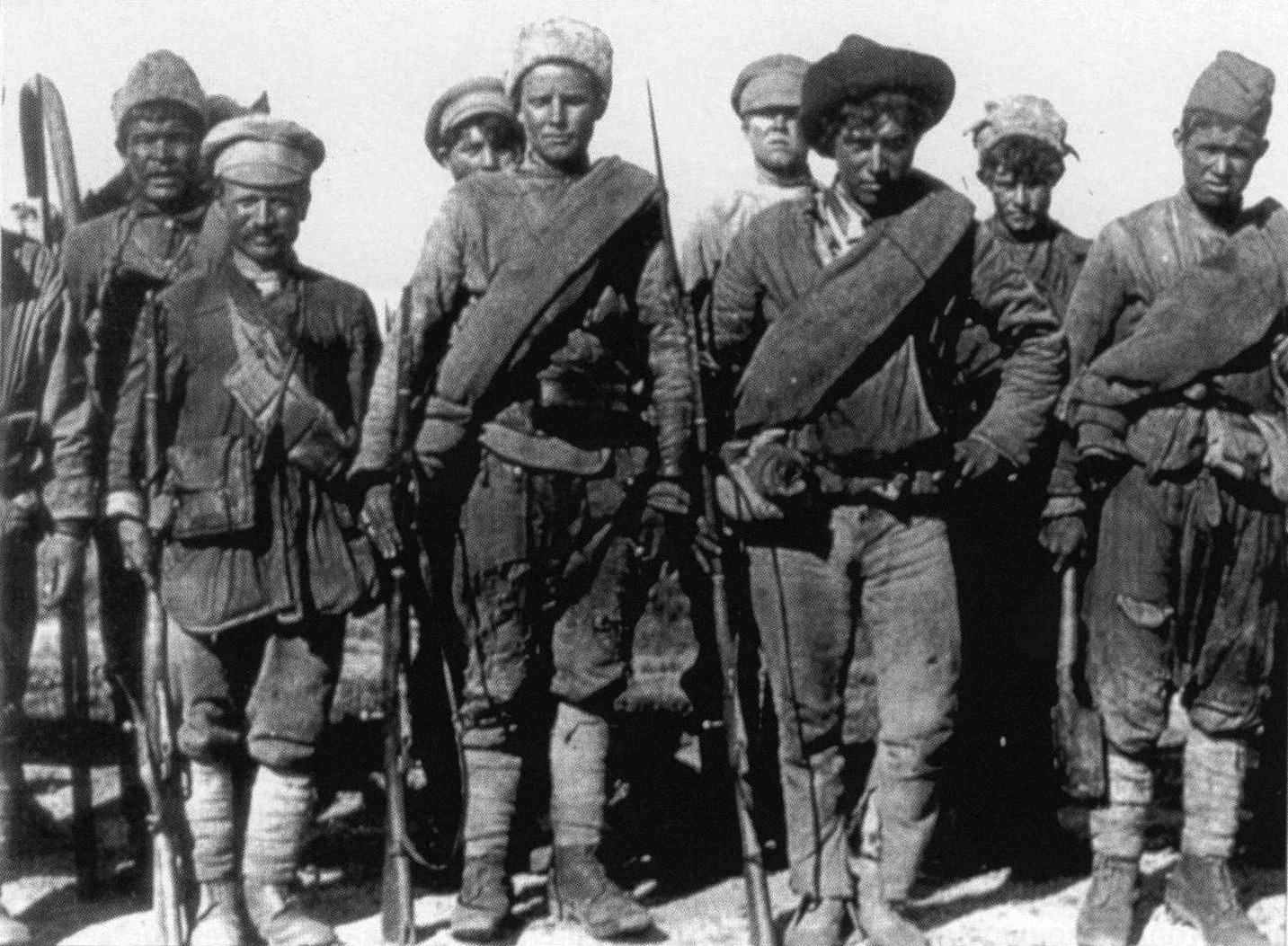

الجيش السيبيري هو أحد الفرق العسكرية بالاتحاد السوفيتي السابق وكان له أثر كبير في هزيمة الجيش النازي إبان الحرب العالمية الثانية في روسيا حيث الشتاء القاسي المدربين على التعامل معه عكس الجيش النازي، تم استخدامهم خلال الدفاع عن موسكو في شتاء 1941 م بعد تأكد المخابرات الروسية من عدم تدخل اليابان في الاتحاد السوفيتي من ناحية الحدود الشرقية. كان لهم دور كبير في الدفاع عن موسكو وتكبيد الجيش النازي أول هزيمة قويه بالحرب العالمية الثانية. يتمتع أفراد جيش سيبيريا بأجسام قوية ومهارة غير عادية في حرب الثلوج بالزلاجات والكلاب الخاصة.